# 2011년 1월 리우데자네이루주 홍수와 산사태

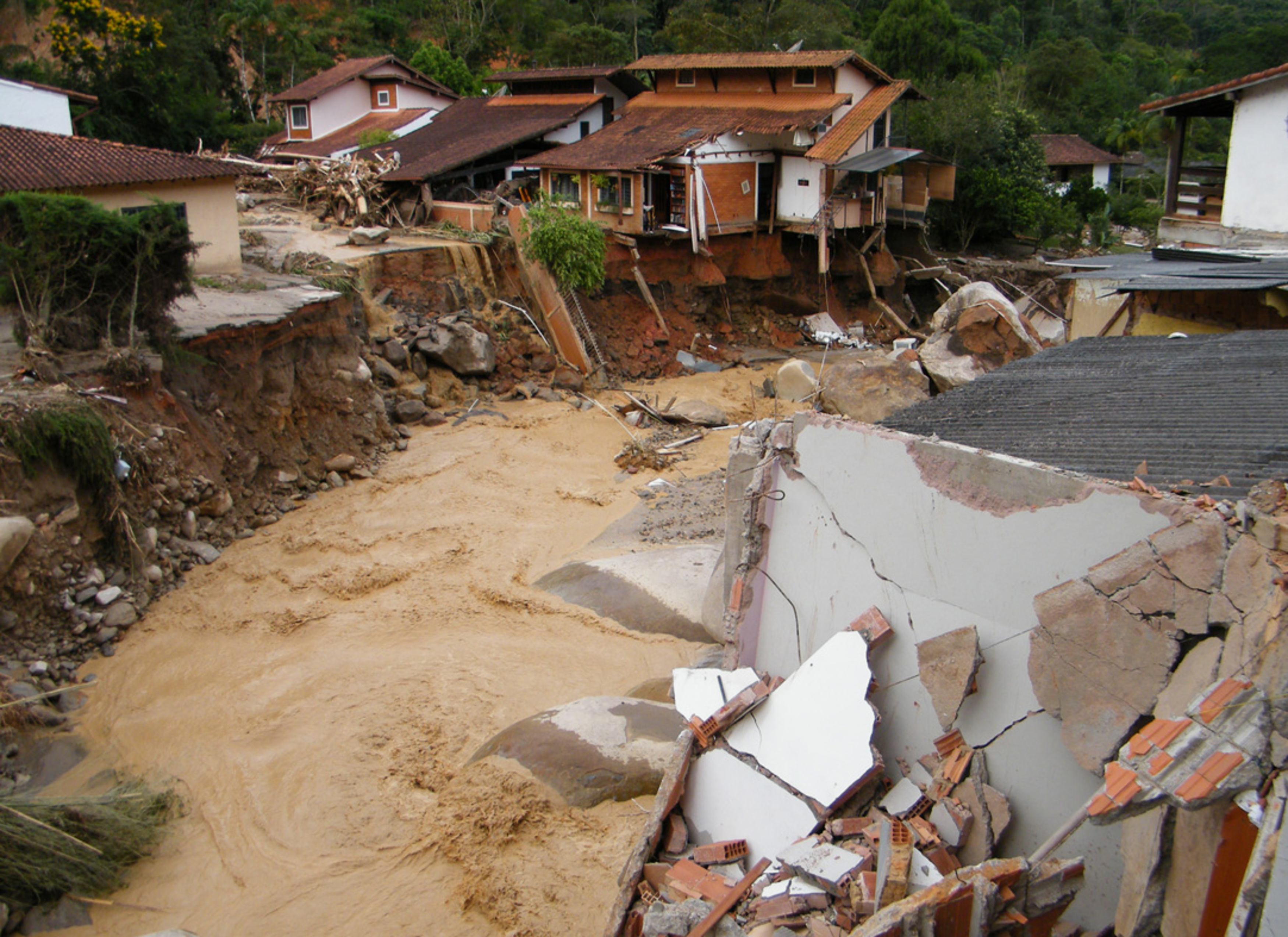
홍수 현장

2011년 1월 브라질 리우데자네이루 주 홍수와 산사태는 2011년 1월 11일부터 현재까지 벌어진 홍수, 산사태로, 브라질 리우데자네이루주에서 발생했다. 이로 인해 이류 등이 발생했으며, 사망자는 800명으로 추정하고 있다.